# قورباغه سرتخت بورنئو
قورباغه سرتخت بورنئو (نام علمی: Barbourula kalimantanensis) نام یک گونه از تیره آتش‌دلان است.